# Литов-Валун
Литов-Валун (њем. Lüttow-Valluhn) општина је у њемачкој савезној држави Мекленбург-Западна Померанија. Једно је од 89 општинских средишта округа Лудвигслуст. Према процјени из 2010. у општини је живјело 823 становника. Посједује регионалну шифру (AGS) 13054126.

## Географски и демографски подаци
Литов-Валун се налази у савезној држави Мекленбург-Западна Померанија у округу Лудвигслуст. Општина се налази на надморској висини од 44 метра. Површина општине износи 24,3 km². У самом мјесту је, према процјени из 2010. године, живјело 823 становника. Просјечна густина становништва износи 34 становника/km².